# کلاینبلیترسدورف
کلاینبلیترسدورف (به آلمانی: Kleinblittersdorf) یک شهر در آلمان است که در زاربروکن واقع شده‌است. کلاینبلیترسدورف ۱۲٬۸۳۷ نفر جمعیت دارد.